# هایباخ ایم موهلکرایس
هایباخ ایم موهلکرایس (به آلمانی: Haibach im Mühlkreis) یک منطقهٔ مسکونی در اتریش است که در ناحیه اورفار اومگبونگ واقع شده‌است. هایباخ ایم موهلکرایس ۱۴ کیلومتر مربع مساحت دارد ۷۸۰ متر بالاتر از سطح دریا واقع شده‌است.